# Preveg
Preveg este o localitate din comuna Litija, Slovenia, cu o populație de 25 de locuitori.